# Manchester and Milford Railway

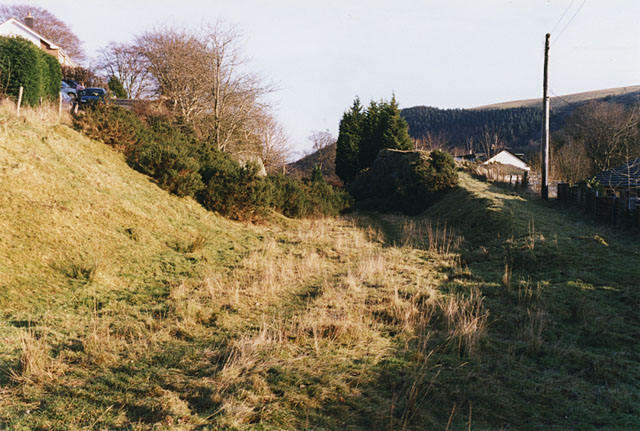
Reste der Strecke am früheren Bahnhof von Llangurig

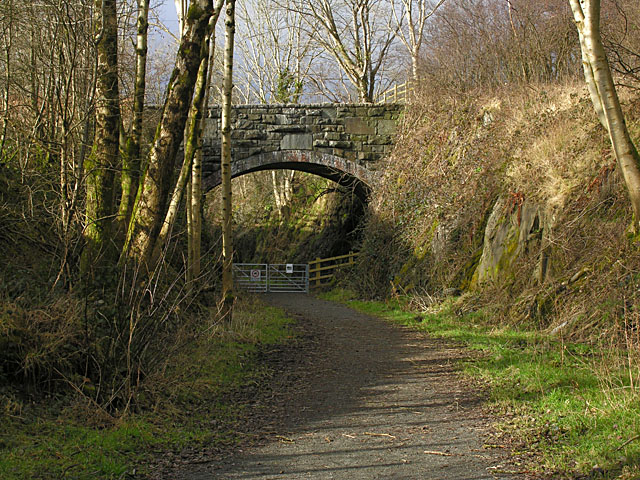
Streckenreste bei Ystrad Meurig

Die Manchester and Milford Railway war eine britische Eisenbahngesellschaft in Cardiganshire und Carmarthenshire in Wales.

## Geschichte
Die Manchester and Milford Railway wurde am 23. Juli 1860 gegründet. Das Eigenkapital betrug 550.000 Pfund in 10-Pfund-Aktien.
Die Gesellschaft plante eine durchgehende Bahnverbindung zwischen Manchester und Milford Haven. Dabei sollte eine neue 84 Kilometer lange Bahnstrecke zwischen Llanidloes und Pencader gebaut werden. Auf den Strecken Manchester–Llanidloes und Pencader–Milford Haven sollten die Züge Streckennutzungsrechte erhalten.
Bei der Erkundung und Absteckung der Trassen kam es 1861 im Bereich von Llanidloes zu Differenzen mit der Mid-Wales Railway über die Lage der Strecken der beiden Gesellschaften. Schließlich einigte man sich mit der Llanidloes and Newtown Railway auf einen gemeinsamen Bahnhof in Llanidloes.
Die Bauarbeiten standen unter der Leitung von H. H. Fulton und begannen an beiden Enden der Strecke. Der 1863 fertiggestellte Abschnitt von Llanidloes nach Llangurig wurde nie offiziell in Betrieb genommen, da die Kosten für die Mitbenutzung der Strecke der Llanidloes and Newtown Railway, um den gemeinsam genutzten Bahnhof von Llanidloes zu erreichen, die Einnahmen weit überschritten. Trotzdem war die Gesellschaft gezwungen, die anteiligen Kosten am Bahnhof Llanidloes zu zahlen.
Im weiteren Verlauf war vorgesehen, die Strecke über Pant Mawr, einen Tunnel nach Pontarfynach, über Ysbyty Ystwyth und weiter bis Tregaron zu führen. Dieser Plan zur Überwindung der Cambrian Mountains war jedoch zu aufwändig, so dass man später eine Trassenführung durch das Tal des Nant Troedyregair in Erwägung zog, jedoch nie ausführte.
Am anderen Ende der Strecke wurden am 1. Januar 1866 die Abschnitte von Pencader bis Lampeter und am 1. September bis Strata Florida eröffnet. Der 1865 konzessionierte Abschnitt von Strada Florida nach Aberystwyth wurde am 12. August 1867 in Betrieb genommen.
Der Konkurs der finanzierenden Bank Overend, Gurney and Company hatte auch Auswirkungen auf die Gesellschaft. So sah sich der bauausführende Unternehmer David Davies veranlasst, den Fertigbau selbst zu finanzieren.
Wegen des geringen Transportaufkommens sowie der nicht gezahlten Kostenanteile für den Bahnhof Llanidloes geriet die Gesellschaft in finanzielle Probleme und musste am 23. Juli 1875 einen Zwangsverwalter bestellen. Die Great Western Railway pachtete zum 1. Juli 1906 die Strecke, und am 2. Juni 1911 wurde die Gesellschaft schließlich übernommen.